# 1971 у відеоіграх

## Події
- 22 березня Ральф Баєр отримує перший патент на «телевізійну ігрову та навчальну апаратуру» у Патентному бюро США[1].
- У червні Білл Піттс та Х'ю Так створюють фірму Computer Recreations, Inc[2].
- Компанія Magnavox підписує ліцензійну угоду з Sanders Associates на випуск гральної приставки Odyssey[3].

## Основні релізи
- У вересні Computer Recreations, Inc. встановлює першу комерційну гру Galaxy[en] (доопрацьовану версію Spacewar для PDP-11) та перший аркадний автомат у Стенфордському університеті[2].
- До листопада компанія Nutting Associates випускає 1500 аркадних автоматів з грою Computer Space (друга модифікація Spacewar). Computer Space стала першою комп'ютерною грою у світі, випущеною для широкої публіки[3].
- Дон Равітсч та ще двоє студентів Карлтонського коледжу розробляють гру The Oregon Trail для телетайпів[4].
- Дон Даглоу створює перший симулятор бейсбола для ЕОМ PDP-10[5].
- Майк Мейфілд програмує текстову гру Star Trek для мінікомп'ютера Sigma 7[6].